# Schanbota Aldabergenowa
Schanbota Jerqinqysy Aldabergenowa (kasachisch Жанбота Еркінқызы Алдабергенова; * 23. September 1995 in Schymkent) ist eine kasachische Freestyle-Skierin. Sie startet in der Disziplin Aerials (Springen).

## Werdegang
Aldabergenowa startete in der Saison 2011/12 erstmals im Europacup. Dabei errang sie fünf Top-10-Platzierungen und belegte den dritten Platz in der Aerials-Disziplinenwertung. Im Weltcup debütierte sie am 25. Februar 2012 in Minsk und errang dabei den 15. Platz. Zu Beginn der Saison 2012/13 kam sie mit dem zehnten Platz in Changchun erstmals unter die ersten Zehn im Weltcup. Beim Saisonhöhepunkt, den Weltmeisterschaften 2013 in Voss, belegte sie den 17. Platz. Im März 2013 holte sie in Airolo zwei Siege im Europacup und erreichte damit wie im Vorjahr den dritten Platz in der Aerials-Disziplinenwertung. In der Saison 2013/14 kam sie im Europacup sechsmal unter die ersten Zehn. Dabei errang sie in Chiesa in Valmalenco die Plätze 3 und 1 sowie zum Saisonende den zweiten Platz in der Aerials-Disziplinenwertung.
Bei den Olympischen Winterspielen 2014 in Sotschi wurde Aldabergenowa Sechste. In der folgenden Saison 2014/15 erreichte sie im Weltcup drei Top-10-Platzierungen und zum Saisonende den 17. Platz im Aerials-Weltcup. Bei den Weltmeisterschaften 2015 am Kreischberg belegte sie den 18. Platz. Im März 2015 gewann sie bei den Juniorenweltmeisterschaften in Chiesa in Valmalenco die Silbermedaille. Im selben Monat holte sie ebenfalls dort ihren vierten Europacup-Sieg. Nach den Platzierungen 3 und 2 beim Europacup in Ruka zu Beginn der Saison 2015/16 holte sie im Europacup drei Siege und entschied damit die Aerials-Disziplinenwertung für sich. Im Weltcup kam sie zweimal unter die ersten Zehn. Dabei errang sie in Moskau mit dem zweiten Platz ihre erste Weltcup-Podestplatzierung und belegte zum Saisonende den 15. Platz im Aerials-Weltcup.
In der folgenden Saison 2016/17 siegte Aldabergenowa dreimal im Europacup und belegte zudem zweimal den dritten Platz. Sie gewann damit wie im Vorjahr die Aerials-Disziplinenwertung. Ihr bestes Saisonergebnis im Weltcup war der neunte Platz in Pyeongchang. Ende Januar 2017 holte sie bei der Winter-Universiade 2017 in Almaty die Bronzemedaille. Bei den Weltmeisterschaften 2017 in der Sierra Nevada sprang sie auf den 17. Platz. In der Saison 2017/18 war ein zehnter Platz in Moskau ihr bestes Ergebnis im Weltcup, bei den Olympischen Winterspielen 2018 erreichte sie Platz 13. Im folgenden Jahr wurde sie bei den Weltmeisterschaften in Park City Neunte im Einzel und Achte im Teamwettbewerb und holte bei der Winter-Universiade in Krasnojarsk die Bronzemedaille. In der Saison 2019/20 errang sie mit drei Top-Zehn-Platzierungen, darunter Platz drei in Almaty, den 15. Platz im Aerials-Weltcup.

## Erfolge

### Olympische Spiele
- Sotschi 2014: 6. Aerials
- Pyeongchang 2018: 13. Aerials

### Weltmeisterschaften
- Voss 2013: 17. Aerials
- Kreischberg 2015: 18. Aerials
- Sierra Nevada 2017: 17. Aerials
- Park City 2019: 8. Aerials Team, 9. Aerials Einzel

### Weltcup
Aldabergenowa erreichte im Weltcup bisher zwei Podestplätze.
Weltcupwertungen:
| Saison  | Gesamt | Gesamt | Aerials | Aerials |
| Saison  | Platz  | Punkte | Platz   | Punkte  |
| ------- | ------ | ------ | ------- | ------- |
| 2011/12 | 153.   | 2      | 25.     | 16      |
| 2012/13 | 92.    | 13     | 21.     | 92      |
| 2013/14 | 97.    | 13     | 19.     | 63      |
| 2014/15 | 60.    | 17,43  | 17.     | 122     |
| 2015/16 | 64.    | 17,67  | 15.     | 106     |
| 2016/17 | 78.    | 16,71  | 16.     | 117     |
| 2017/18 | 96.    | 14,17  | 22.     | 85      |
| 2018/19 | 114.   | 7,40   | 25.     | 37      |
| 2019/20 | 58.    | 23,00  | 15.     | 161     |

### Europacup
- Saison 2011/12: 3. Aerials-Disziplinenwertung
- Saison 2012/13: 3. Aerials-Disziplinenwertung
- Saison 2013/14: 2. Aerials-Disziplinenwertung
- Saison 2015/16: 1. Aerials-Disziplinenwertung
- Saison 2016/17: 1. Aerials-Disziplinenwertung
- 18 Podestplätze, davon 10 Siege

### Juniorenweltmeisterschaften
- Chiesa in Valmalenco 2012: 9. Aerials
- Chiesa in Valmalenco 2013: 6. Aerials
- Chiesa in Valmalenco 2014: 6. Aerials
- Chiesa in Valmalenco 2015: 2. Aerials

### Weitere Erfolge
- Winter-Universiade 2017: 3. Aerials
- Winter-Universiade 2019: 3. Aerials